# Hymenophyllum caparaoense
Hymenophyllum caparaoense är en hinnbräkenväxtart som beskrevs av Alexander Curt Brade. Hymenophyllum caparaoense ingår i släktet Hymenophyllum och familjen Hymenophyllaceae. Inga underarter finns listade.